# Élections législatives cap-verdiennes de 2011
Des élections législatives se sont tenues au Cap-Vert le 6 février 2011. Le Parti africain pour l'indépendance de la Guinée et du Cap-Vert remporte les élections avec 50,9 % des voix ; la participation électorale s'élève à 75,5 % de la population.

## Résultat
| Parti                                            | Votes   | %    | Sièges |
| ------------------------------------------------ | ------- | ---- | ------ |
| Parti africain pour l'indépendance du Cap-Vert   | 96 382  | 50,9 | 37     |
| Mouvement pour la démocratie                     | 79 229  | 41,9 | 33     |
| Union cap-verdienne indépendante et démocratique | 9 294   | 4,9  | 2      |
| Parti du Travail et de la Solidarité             | 1 001   | 0,5  | 0      |
| Parti social-démocrate                           | 679     | 0,4  | 0      |
| Total                                            | 189 238 | 100  | 72     |

### Source
- (en) Cet article est partiellement ou en totalité issu de l’article de Wikipédia en anglais intitulé « Cape Verdean parliamentary election, 2011 » (voir la liste des auteurs).